# Gran Premi Ciclista de Quebec 2017
El Gran Premi Ciclista de Quebec 2017 fou la vuitena edició del Gran Premi Ciclista del Quebec. La cursa es disputà el 8 de setembre de 2017. Aquesta fou la 33a prova de l'UCI World Tour 2017. Junt amb la Volta a Califòrnia i el Gran Premi Ciclista de Mont-real, són les úniques proves del World Tour que es disputen a Amèrica del Nord.
El vencedor fou l'eslovac Peter Sagan (Bora-Hansgrohe), que va repetir el triomf de l'any anterior. En segona posició també repetí al belga Greg Van Avermaet (BMC Racing Team) i l'australiàMichael Matthews (Team Sunweb) acabà tercer.

## Participants
| WorldTeams (18)- AG2R La Mondiale - Astana - Bahrain-Merida - BMC Racing Team - Bora-Hansgrohe - Cannondale-Drapac - FDJ - Lotto-Soudal - Movistar Team - Orica-Scott - Quick-Step Floors - Dimension Data - Katusha-Alpecin - Lotto NL-Jumbo - Sky - Team Sunweb - Trek-Segafredo - UAE Team Emirates Equip continental professional- Israel Cycling Academy Equip nacional- Canadà |
| |

## Classificació final
| \| Classificació general \| Classificació general \| Classificació general \| Classificació general \| Classificació general \| \| Corredor \| Corredor \| Equip \| Temps \| \| \| --------------------- \| --------------------- \| --------------------- \| --------------------- \| --------------------- \| \| 1r \| Peter Sagan \| Bora-Hansgrohe \| 5h 00' 31" \| \| \| 2n \| Greg Van Avermaet \| BMC Racing Team \| + 0" \| \| \| 3r \| Michael Matthews \| Team Sunweb \| + 0" \| \| \| 4t \| Alexis Vuillermoz \| AG2R La Mondiale \| + 0" \| \| \| 5è \| Tim Wellens \| Lotto-Soudal \| + 0" \| \| \| 6è \| Tom-Jelte Slagter \| Cannondale-Drapac \| + 0" \| \| \| 7è \| Petr Vakoč \| Quick-Step Floors \| + 0" \| \| \| 8è \| Sep Vanmarcke \| Cannondale-Drapac \| + 0" \| \| \| 9è \| Tony Gallopin \| Lotto-Soudal \| + 0" \| \| \| 10è \| Sonny Colbrelli \| Bahrain-Merida \| + 0" \| \| |                   |                   |            |
| |                   |                   |            |
| Font: ProCyclingStats |                   |                   |            |
| Classificació general |                   |                   |            |
| Corredor | Corredor          | Equip             | Temps      |
| 1r | Peter Sagan       | Bora-Hansgrohe    | 5h 00' 31" |
| 2n | Greg Van Avermaet | BMC Racing Team   | + 0"       |
| 3r | Michael Matthews  | Team Sunweb       | + 0"       |
| 4t | Alexis Vuillermoz | AG2R La Mondiale  | + 0"       |
| 5è | Tim Wellens       | Lotto-Soudal      | + 0"       |
| 6è | Tom-Jelte Slagter | Cannondale-Drapac | + 0"       |
| 7è | Petr Vakoč        | Quick-Step Floors | + 0"       |
| 8è | Sep Vanmarcke     | Cannondale-Drapac | + 0"       |
| 9è | Tony Gallopin     | Lotto-Soudal      | + 0"       |
| 10è | Sonny Colbrelli   | Bahrain-Merida    | + 0"       |